# Лем
Лем је метал или легура која се користи у процесу лемљења за попуњавање зазораа између делова. Лем мора имати температуру топљења најмање 50 °C нижу од температуре топљења основног материјала.
У зависности од температуре топљења разликује се меко и тврдо лемљење.